# Konfrontationen vid floden Ugra

Den stora konfrontationen vid floden Ugra  (ryska: Великое стояние на Угре) var ett dödläge 1480 mellan Stora hordens och Moskvarikets styrkor. Frånsett några mindre skärmytslingar avtågade Stora hordens trupper efter några veckors avvaktande.

## Bakgrund
Ivan III av Moskva förde på 1470-talet en politik som avsåg att förena den ryska jorden eller områdena norr om floden Oka under Moskvas styre. Han inledde med att besegra republiken Novgorod i slaget vid Sjelon 1471. Följande år besegrade han Stora Hordens trupper vid Alexin. Detta fulländades med att 1476 sluta betala tribut till Stora horden och att totalt införliva Novgorod med Moskvariket år 1478. Därtill slöt han en allians med Krimkhanatet som riktades mot Stora horden.
Den styrande i Stora horden, Ahmed Khan bin Küchük var under senare hälften av 1470-talet upptagen av strider med Krimkhanatet. År 1480 öppnades en möjlighet att på nytt betvinga Moskva då en maktkamp mellan Ivan III och två av hans bröder bröt ut. Ahmed Khan slöt vid samma tid ett förbund med kung Kasimir IV av Polen inför en kamp mot Moskvariket.

## Konfrontationen
Bifloden Ugra mynnar ut i Oka strax väster om staden Kaluga. Ugra utgjorde vid den här tiden gränsen mellan Moskvariket och det Polsk-Litauiska samväldet. Ahmed Khan sände kunskapare till floden Oka för att ta reda på var man kunde angripa Moskvariket. Den plats man stannade för var ändå Vorotynsk (ryska Воротынск)  väster om Oka och ca 5 km söder om Ugras mynning. På litauisk mark kunde Stora hordens största armésamling under 1400-talet invänta Kasimirs stödtrupper. Väntan var dock förgäves då Kasimir var förhindrad av strider att utkämpa med Krimkhanatet och hade oroligheter på hemmaplan.
I juni 1480 sände Ivan III trupper till Oka men då rapporterna från fronten blev tydligare flyttades trupperna till Kaluga. I slutet av september återvände Ivan till Moskva och bilade tvisten med sina bröder. Moskvahovet sändes norrut och en del trupper sändes söderut för att angripa Hordens trupper i flanken. Den 6-8 oktober flyttade Ahmed Khan sina trupper till Ugra där striden stod i nästan fyra dagar. Hordens trupper hindrades av den ryska elden att gå över Ugra men floden var ändå var så bred att Hordens pilar inte nådde andra sidan. Ahmed inledde därför förhandlingar som inte ledde någon vart men gav Ivan tid att få fram mera trupper. Den följande månaden tillbringade arméerna med att iaktta varandra över floden. Ju längre tiden gick ökade risken för att floden skulle frysa och göra en övergång möjlig. I stället för att rycka fram drog ändå Ahmed Khan den 8 november tillbaka sina trupper. Ivan drog den 28 november tillbaka sina trupper till Borovsk (ryska Боровск), som kunde försvaras i alla riktningar. För Ivan hade stilleståndet gjort det möjligt att uppbåda mera trupper. För Ahmed Khan däremot innebar det att arméns försörjning blev allt svårare samtidigt som reservtrupperna var långt borta.

## Följder
Konfrontationen har getts olika tolkningar men innebar tidsmässigt slutet på tatarernas välde i Ryssland. Den 6 januari 1481 dödades Ahmed Khan av en annan tatarfurste från Sibirkhanatet. År 1502 krossades Stora horden av Krimkhanatet som 1521 riktade  ett större krigståg nästan till Moskva. Detta inledde en serie av krig mellan Moskva och Krim som varade till 1784.